# Amber Midthunder
Amber Midthunder, née le 26 avril 1997, est une actrice  américaine. Elle est connue pour ses rôles dans les séries Legion et Roswell, New Mexico.

## Biographie
Née le 26 avril 1997, Amber Midthunder est la fille de l'acteur David Midthunder (de) et de l'actrice et directrice de casting Angelique Midthunder (de). Elle est amérindienne et membre de la nation Sioux de la réserve indienne de Fort Peck dans le Montana,.
Après quelques rôles de figuration, elle joue en 2004 aux côtés de son père dans le court métrage Reservation Warparties réalisé par sa mère Angelique et projeté au American Indian Film Festival (en),.
De 2017 à 2019 elle interprète un des rôles principaux dans la série Legion,.
En 2022 elle tient le rôle principal dans le film Prey de Dan Trachtenberg, dans lequel elle incarne une guerrière qui affronte un Predator,.

## Filmographie

### Cinéma
- 2001 : The Homecoming of Jimmy Whitecloud de Paul Winters (en) : Petite fille
- 2004 : Reservation Warparties de Angelique Midthunder (de) : Petite sœur
- 2008 : Sunshine Cleaning de Christine Jeffs : Fille du magasin de bonbons
- 2008 : Swing Vote : La Voix du cœur de Joshua Michael Stern : Étudiante
- 2009 : Not Forgotten de Dror Soref (en) : Amaya jeune
- 2013 : 14 Cameras de Seth Fuller et Scott Hussion : Danielle
- 2014 : Drunktown's Finest (en) de Sydney Freeland : Mannequin
- 2015 : Bare de Natalia Leite : Malya (non créditée)
- 2015 : Spare Parts (en) de Sean McNamara : Nikki
- 2016 : Comancheria (Hell or High Water) de David Mackenzie : Natalie Martinez, la caissière
- 2016 : Priceless (en) de Ben Smallbone : Maria
- 2019 : Only Mine de Michael Civille : Julie
- 2019 : She's Missing (en) d'Alexandra McGuinness : Honey
- 2020 : Centurion XII de Dana Gonzales : Ellissia Hall
- 2021 : Le Vétéran (The Marksman ) de Robert Lorenz : Employée à la station service
- 2021 : Ice Road de Jonathan Hensleigh : Tantoo
- 2021 : The Wheel (en) de Steve Pink (en) : Albee
- 2022 : Prey de Dan Trachtenberg : Naru
- 2023 : Dream Scenario (caméo)
- 2025 : Novocaine de Dan Berk et Robert Olsen
- 2025 : Opus de Mark Anthony Green : Belle

### Télévision
- 2012-2014 : Longmire : Lilly Stillwater (2 épisodes)
- 2014 : Banshee  : Lana Cleary (2 épisodes)
- 2015 : Dig : Starlette (épisode Emma Wilson's Father)
- 2016 : The Originals : Kayla (saison 3, épisode 16)
- 2017-2019 : Legion : Kerry Loudermilk (27 épisodes)
- 2018 : The Misadventures of Psyche & Me (mini-série) : Lizzie (2 épisodes)
- 2019-2022 : Roswell, New Mexico : Rosa Ortecho (46 épisodes)
- 2021 : Long Gone Gulch (en) : BW (épisode pilote)
- 2022 : Reservation Dogs : MissM8tri@rch (saison 2, épisode 6)
- 2024 : Avatar, le dernier maître de l'air : Princesse Yue (3 épisodes)
- 2026 : Carrie : Rita Desjardin

## Distinctions

### Nominations
- 2022 : Chicago Film Critics Association Awards de l'actrice la plos prometteuse dans un drame d'action pour Prey (2022).
- 2023 : Austin Film Critics Association Awards de la meilleure révélation féminine dans un drame d'action pour Prey (2022).
- 2023 : EDA Female Focus Awards de la meilleure révélation  féminine dans un drame d'action pour Prey (2022).
- Chlotrudis Awards 2023 : Meilleure actrice dans un drame d'action pour Prey (2022).
- 28e cérémonie des Critics' Choice Movie Awards 2023 : Meilleure actrice dans une série limitée ou un film réalisé pour la télévision pour Prey (2022).
- 2023 : Critics' Choice Super Awards de la meilleure actrice dans un drame d'action pour Prey (2022).
- 2023 : Fangoria Chainsaw Awards de la meilleure actrice dans un drame d'action pour Prey (2022).
- 2023 : Georgia Film Critics Association Awards de la meilleure révélation féminine dans un drame d'action pour Prey (2022).
- 2023 : Hollywood Critics Association Television Awards de la meilleure actrice dans un drame d'action pour Prey (2022).
- 2023 : Kansas City Film Critics Circle Awards de la meilleure actrice dans un drame d'action pour Prey (2022).
- 2023 : North Carolina Film Critics Association Awards de la meilleure révélation féminine dans un drame d'action pour Prey (2022).